# Георг II (Хесен-Дармщат)
Георг II фон Хесен-Дармщат (на немски: Georg II von Hessen-Darmstadt, * 17 март 1605 в Дармщат, † 11 юни 1661 в Дармщат) e ландграф на Хесен-Дармщат от 1626 г. до смъртта си.
Той е син на ландграф Лудвиг V (1577 – 1626) и съпругата му принцеса Магдалена фон Бранденбург (1582 – 1616), дъщеря на курфюрст Йохан Георг фон Бранденбург (1525 – 1598) от фамилията Хоенцолерн.
След смъртта на баща му през 1626 г. Георг II става ландграф на Хесен-Дармщат. През 1625 г. той се въвлича в конфликти с Хесен-Касел заради наследството на прекъснатата линия Хесен-Марбург. Георг II бързо завладява всичките му разрешени от императора територии и ги получава през 1627 г. По време на Тридесетгодишната война той е неутрален, въпреки че е верен на император Фердинанд II.
На 1 юли 1627 г. Георг II се жени в двореца Торгау за принцеса София Елеонора Саксонска (1609 – 1671), дъщеря на курфюрст Йохан Георг I от Саксония. Те имат децата:
- Лудвиг VI (1630 – 1678), ландграф на Хесен-Дармщат
- Магдалена Сибила (1631 – 1651)
- Георг (1632 – 1676), ландграф на Хесен-Итер
- София Елеонора (1634 – 1663)

∞ 1650 ландграф Вилхелм Кристоф фон Хесен-Хомбург (1625 – 1681)
- Елизабет Амалия (1635 – 1709)

∞ 1653 курфюрст Филип Вилхелм фон Пфалц-Нойбург (1615 – 1690)
- Луиза Кристина (1636 – 1697)

∞ 1665 граф Кристоф Лудвиг I фон Щолберг (1634 – 1704)
- Анна Мария (*/† 1637)
- Анна София (1638 – 1683), абатиса на Кведлинбург 1681 – 1683
- Амалия Юлиана (*/† 1639)
- Хенриета Доротея (1641 – 1672)

∞ 1667 граф Йохан II фон Валдек-Пирмонт (1623 – 1668)
- Йохан (*/† 1643)
- Августа Филипина (1643 – 1672)
- Агнес (*/† 1645)
- Мария Хедвига (1647 – 1680)

∞ 1671 херцог Бернхард I фон Саксония-Майнинген